# Николаје Балческу (Мехединци)
Николаје Балческу (рум. Nicolae Bălcescu) насеље је у Румунији у жупанији Мехединци у граду Ванжу Маре. Место се налази на надморској висини од 89 m.

## Становништво
Према подацима из 2002. године у насељу је живело 949 становника, од којих су сви румунске националности.